# 百华山瓦韦
百华山瓦韦（学名：Lepisorus paohuashanensis）为水龙骨科瓦韦属下的一个种。

## 扩展阅读
- 維基物種上的相關：百华山瓦韦